# Rivas Ecópolis
Maillots
Rivas Ecópolis  est un club espagnol de basket-ball basé à Rivas-Vaciamadrid, ville de la banlieue de Madrid. Le club appartient plusieurs années à la Liga Femenina, le plus haut niveau du championnat espagnol, et dispute l'Euroligue féminine jusqu'en 2013-2014.

## Historique
En difficultés financières, le club doit renoncer à l'Euroligue 2014-2015, le budget étant réduit de moitié à environ 400 000 euros. L'objectif sera désormais de se positionner en milieu de tableau du championnat. Après une année financièrement précaire, le club est relégué administrativement en seconde division pour 2015-2016.

## Palmarès
- Finaliste de l'Euroligue 2012.
- Coupe de la Reine : 2011, 2013[3]

## Effectif 2013-2014
Entraîneur :  Jose Ignacio Hernández
Entraîneurs adjoints : 	Nacho Martinez, Javier Fort
| Numéro | Nom               | Taille (m) | Poste         | Nationalité      |            |
| 4      | Laura Nicholls    | 1,89       | Intérieure    | 26 février 1989  | Espagne    |
| 5      | Gabriela Ocete    | 1,70       | Meneuse       | 6 mai 1988       | Espagne    |
| 6      | Frida Eldebrink   | 1,75       | Arrière       | 4 janvier 1988   | Suède      |
| 7      | Clara Bermejo     | 1,78       | Arrière       | 13 février 1981  | Espagne    |
|        | Queralt Casas     | 1,78       | Arrière       | 18 novembre 1992 | Espagne    |
| 8      | Jasmine Hassell   | 1,88       | Pivot         | 9 avril 1991     | États-Unis |
| 10     | Rachel Allison    | 1,86       | Ailière forte | 30 mars 1987     | États-Unis |
| 11     | Vega Gimeno       | 1,85       | Ailière       | 8 janvier 1991   | Espagne    |
| 21     | Cecilia Muhate    | 1,87       | Ailière forte | 10 juillet 1997  | Espagne    |
| 22     | Ines Mata         | 1,85       | Ailière forte | 1er avril 1997   | Espagne    |
| 24     | Louice Halvarsson | 1,91       | Pivot         | 15 janvier 1989  | Suède      |
|        | Marta Hermida     | 1,75       | Arrière       | 20 mai 1997      | Espagne    |
|        | Lucia Togores     | 1,76       | Arrière       | 4 novembre 1996  | Espagne    |
|        | Olga Mangas       | 1,75       | Arrière       | 3 juillet 1995   | Espagne    |
|        | Nicole Murugarren | 1,87       | pivot         | 12 décembre 1996 | Espagne    |
|        | Laura Quevedo     | 1,84       | Ailière forte | 15 avril 1996    | Espagne    |

Bien que devancé par son rival lors de la saison régulière, Rivas Ecópolis remporte le titre de champion face au Perfumerias Avenida Salamanque par 2 victoires à 0, Laura Nicholls (16 points et 10 rebonds lors de la seconde manche) étaient élue meilleure joueuse de la phase finale.

## Effectif 2012-2013
Entraîneur :  Miguel Martinez Mendez
Entraîneurs adjoints : 	Nacho Martinez, Rafael Catalan
| Numéro | Nom                   | Taille (m) | Poste      | Nationalité       |            |
|        | Laura Nicholls        | 1,89       | Intérieure | 26 février 1989   | Espagne    |
|        | Clara Bermejo         | 1,78       | Arrière    | 13 février 1981   | Espagne    |
|        | Maria Bueriberi       | 1,82       | Ailière    | 22 mars 1995      | Espagne    |
|        | Queralt Casas         | 1,78       | Arrière    | 18 novembre 1992  | Espagne    |
|        | Vega Gimeno           | 1,85       | Ailière    | 8 janvier 1991    | Espagne    |
|        | Katalin Honti         | 1,77       | Arrière    | 24 août 1987      | Hongrie    |
|        | Aneika Henry          | 1,96       | Intérieure | 13 février 1986   | Jamaïque   |
|        | Anna Cruz             | 1,76       | Arrière    | 27 octobre 1986   | Espagne    |
|        | Oleksandra Horbounova | 1,86       | Meneuse    | 4 avril 1986      | Ukraine    |
|        | Marina Lizarazu       | 1,75       | Meneuse    | 10 janvier 1995   | Espagne    |
|        | Ziomara Morrison      | 1,94       | Pivot      | 15 février 1989   | États-Unis |
|        | Lucia Togores         | 1,76       | Arrière    | 4 novembre 1996   | Espagne    |
|        | Jaklin Zlatanova      | 1,88       | Intérieure | 25 septembre 1988 | Bulgarie   |
|        | Maja Erkic            | 1,83       | ailière    | 13 mai 1985       | Slovénie   |

Maja Erkic est signée fin décembre 2012 pour compenser les blessures de Vega Gimeno et Jaklin Zlatanova, elle-même revenant d'une blessure contractée au début de l'été avec l'équipe nationale slovène.

## Effectif 2011-2012
Entraîneur :  Miguel Martinez Mendez
Entraîneur adjoint :
| Numéro | Nom               | Taille (m) | Poste      | Nationalité      |            |
| 4      | Laura Nicholls    | 1,89       | Intérieure | 26 février 1989  | Espagne    |
| 5      | Essence Carson    | 1,83       | Arrière    | 28 juillet 1986  | États-Unis |
| 6      | Paula Justel      | 1,85       | Ailière    | 18 juillet 1992  | Espagne    |
| 7      | Clara Bermejo     | 1,78       | Arrière    | 13 février 1981  | Espagne    |
| 9      | Kourtney Treffers | 1,93       | Ailière    | 8 août 1994      | Pays-Bas   |
| 10     | Elisa Aguilar     | 1,72       | Arrière    | 15 octobre 1976  | Espagne    |
| 11     | Vega Gimeno       | 1,85       | Ailière    | 8 janvier 1991   | Espagne    |
| 12     | Amaya Valdemoro   | 1,81       | Ailière    | 18 août 1976     | Espagne    |
| 14     | Asjha Jones       | 1,91       | Intérieure | 1er août 1980    | États-Unis |
| 15     | Anna Cruz         | 1,76       | Arrière    | 27 octobre 1986  | Espagne    |
|        | Iva Sliskovic     | 1,90       | Intérieure | 4 septembre 1984 | Croatie    |
|        | Tijana Krivacevic | 1,92       | Intérieure | 8 avril 1990     | Hongrie    |

Le club hongrois de Sopron laisse partir Tijana Krivacevic en cours de saison fin 2011 pour raisons économiques pour Rivas.

## Effectif 2010-2011
Entraîneur :  Javier Fort
Entraîneur adjoint :  Carlos González et  Nacho Martínez
| Numéro | Nom                | Taille (m) | Poste      | Nationalité |
| 4      | Laura Nicholls     | 1,89       | Intérieure | Espagne     |
| 5      | Laura Herrera      | 1,88       | Intérieure | Espagne     |
| 6      | Tamara Abalde      | 1,90       | Ailière    | Espagne     |
| 7      | Clara Bermejo      | 1,78       | Arrière    | Espagne     |
| 8      | Linnea Liljestrand | 1,78       | arrière    | Suède       |
| 9      | Courtney Paris     | 1,93       | Intérieure | États-Unis  |
| 10     | Elisa Aguilar      | 1,72       | Arrière    | Espagne     |
| 11     | Vega Gimeno        | 1,85       | Ailière    | Espagne     |
| 12     | Amaya Valdemoro    | 1,81       | Ailière    | Espagne     |
| 14     | DeWanna Bonner     | 1,93       | Intérieur  | États-Unis  |
| 15     | Anna Cruz          | 1,76       | Arrière    | Espagne     |

## Joueuses célèbres ou marquantes
- Catherine Joens